# Kanton Saint-Fargeau-Ponthierry
Kanton Saint-Fargeau-Ponthierry (fr. Canton de Saint-Fargeau-Ponthierry) je francouzský kanton v departementu Seine-et-Marne v regionu Île-de-France. Tvoří ho šest obcí. Kanton vznikl v roce 2015.

## Obce kantonu
- Boissise-le-Roi
- Dammarie-les-Lys
- Nandy
- Pringy
- Saint-Fargeau-Ponthierry
- Seine-Port